# بينارابا
بلدية ابن الرَّبَاح أو بنو أو بني الرباح أو بينارابا (بالإسبانية: Benarrabá) هي بلدية تقع في مقاطعة مالقة التابعة لمنطقة أندلوسيا جنوب إسبانيا.

## الديموغرافيا
بلغ عدد سكان بلدية ابن الرَّبَاح 587 نسمة عام 2011 (وفقاً للمعهد الوطني الإسباني للإحصاء).
| 647 | 653 | 584 | 560 | 547 | 570 | 587 |